# Lucas Gallardo
Lucas Gallardo (La Rioja, 9 de febrero de 2001) es un baloncestista argentino que se desempeña en la posición de alero en Riojano del Torneo Pre-Federal Copa Pedro Bustos de La Rioja en Argentina.

## Trayectoria

### Clubes
| Club                   | País      | Año             |
| ---------------------- | --------- | --------------- |
| La Unión de Formosa    | Argentina | 2016            |
| Estudiantes de Formosa | Argentina | 2016            |
| La Unión de Formosa    | Argentina | 2017 - 2018     |
| Atenas                 | Argentina | 2018 - 2019     |
| 9 de Julio             | Argentina | 2019 - 2020     |
| Riachuelo              | Argentina | 2021 - 2022     |
| Universitario de Sucre | Bolivia   | 2022            |
| Parque Sur             | Argentina | 2022 - 2023     |
| San Simón              | Bolivia   | 2023            |
| Salta Basket           | Argentina | 2023 - 2024     |
| Riojano                | Argentina | 2024 - Presente |

## Selección nacional
Gallardo fue parte de los seleccionados juveniles de baloncesto de Argentina, llegando a participar de torneos como el Campeonato Sudamericano de Baloncesto Sub-15 de 2016 y el Campeonato FIBA Américas Sub-16 de 2017.